# Capitaine Pantoufle
Pour plus de détails, voir Fiche technique et Distribution.
Capitaine Pantoufle est un film français réalisé par Guy Lefranc et sorti en 1953.

## Synopsis
Emmanuel Bonnavent, petit employé de banque, prélève plus de 800 000 francs dans la caisse, uniquement pour avoir l'impression d'être riche pendant une soirée, mais avec l'intention de les rendre. Le directeur apprend le vol à sa femme, à son beau-père et à sa belle-mère ; pris de court, Emmanuel feint une attaque. Cela lui permet d'apprendre tout ce que ses proches pensent de lui. Seule Zite, la petite bonne, l'aime sincèrement, et Emmanuel envisage un moment de partir avec elle. Il n'en a pas le courage, recouvre officiellement ses esprits, rend l'argent et reprend sa vie monotone, dont le seul luxe consiste à aller parfois rêver devant le beau voilier d'un brocanteur.

## Fiche technique
- Titre : Capitaine Pantoufle
- Réalisation : Guy Lefranc, assisté de Maurice Delbez
- Scénario : D'après la pièce d'Alfred Adam Many
- Adaptation et dialogues : Alfred Adam
- Décors : Henri Morin, assisté de Georges Levy et Fred Marpaux
- Photographie : Maurice Barry
- Opérateur : Gilbert Chain, assisté de Max Lechevallier
- Musique : Marc Lanjean
- Montage : Raymond Lamy
- Son : Raymond Gauguier
- Maquillage : Maguy Vernadet
- Photographe de plateau : Raymond Heil
- Script-girl : Nicole Benard
- Régisseur général : Irénée Leriche, assisté de Hubert Mérial
- Ensemblier : Robert Christidès
- Tournage du 8 avril au 24 mai 1953 dans les studios Paris Studio Cinéma de Billancourt
- Production : Gaumont - Paul Wagner - C.A.P.A.C (France)
- Chef de production : Alain Poiré, Paul Wagner, Paul Claudon
- Directeur de production : Robert Sussfeld
- Tirage : Laboratoire G.T.C - Western Electric
- Distribution : Gaumont
- Pays de production :  France
- Format :  Noir et blanc - 1,37:1 - 35 mm - Son mono
- Durée : 90 min
- Genre : Comédie
- Date de sortie : 
  - France - Première présentation le 31 juillet 1953
- Visa : 13929

## Distribution
- François Périer : Emmanuel Bonnavent, sous-chef de la banque
- Marthe Mercadier : Claire Bonnavent, la femme d'Emmanuel
- Jean Brochard : M. Lesurpied, un collègue d'Emmanuel
- Noël Roquevert : M. Cauchard, le père de Claire
- Jane Marken : Mme Cauchard, la mère de Claire
- Dominique Page : Zite, la bonne
- Pierre Mondy : Henri, le copain d'Emmanuel
- Judith Magre : La copine de Carmen
- Michèle Monty : Carmen, la prostituée
- Françoise Spira : La dame rousse
- Léonce Corne : Le docteur
- Paul Faivre : M. Charnudet, le caissier de la banque
- Richard Francoeur : M. Lamberjeton
- Louis de Funès : M. Rachoux, le directeur de la banque

Non crédités :
- Charles Bayard : Le patron du « Marin » dit « Le Bosco »
- Jean Berton : Un client acheteur de voiture
- Jacques Jouanneau : Le barman du "Goéland"
- Roger Legris: Le "marin"
- Christian Lude : Un client acheteur de voiture
- Pierre-Jacques Moncorbier : Le garçon de café
- Michel Nastorg : Le vendeur de voiture du « Garage du centre »
- Jean Sylvain : Le vendeur de capes
- Maguy Horiot : La caissière du café